# Harris Oliver Yates
Harris Oliver Yates (1934 -) és un botànic estatunidenc, que també va realitzar investigacions en entomologia.

## Algunes publicacions
- 1966. Revision of grasses traditionally referred to Uniola

### Llibres
- 1965. A monographic study of the Linnaean genus Uniola (Gramineae). Ed. Vanderbilt. 444 pàg.
- 1974. Management and monitoring of pests of the reproductive organs of coniferous species and control of such pests in the seed sectors and plantations of the European part of the USSR. Ed. Leningrad Scientific Research Institute of Forestry. 80 pàg.